# Bajaj Auto
Bajaj Auto est un groupe industriel indien, créé en 1944 sous la dénomination sociale « Bachraj Trading Corporation Private Limited » pour importer des motocyclettes. En 1950, Bajaj Motorcycles Ltd est autorisé à produire des deux-roues et des triporteurs sous licence. La société nouera un accord de coopération avec le constructeur italien Piaggio et commencera à fabriquer ses modèles sous licence pour le marché indien à partir de 1959. C'est actuellement le deuxième producteur de deux-roues en Inde après Hero Honda.

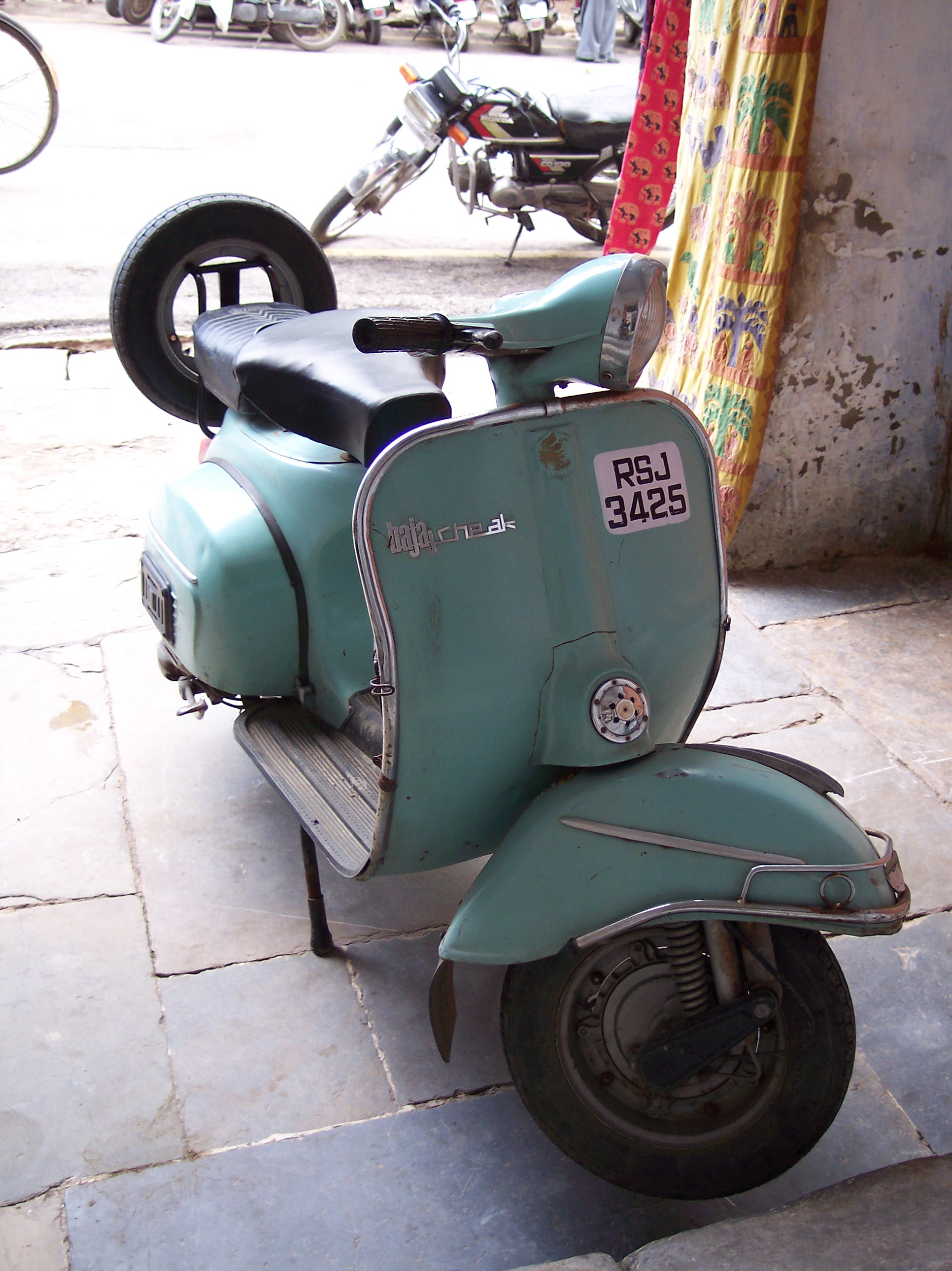
Bajaj Chetak 150, copie de la Vespa Sprint VNB/VBB.

## Histoire
Le groupe Bajaj, fondé en 1926, fait partie des dix plus grosses entreprises d'Inde. Sa filiale, Bajaj Auto Ltd, est le quatrième constructeur de deux-roues et de trois-roues du pays et s'est implanté à travers plusieurs pays d'Amérique latine, d'Afrique, du Moyen-Orient et d'Asie du Sud et du Sud-Est.
L'histoire de la société commence en novembre 1944, lorsque Jamnalal Bajaj décide de créer une entreprise pour importer des motocyclettes et des triporteurs. En 1959, la société est autorisée par le gouvernement socialiste qui prône une autarcie totale, à installer une usine pour la fabrication locale de motocyclettes et triporteurs. En 1960, le gouvernement indien autorise les sociétés étrangères à investir en Inde ; Piaggio prend une participation très minoritaire dans Bajaj Motorcycles Ltd et cède les licences pour la production de la fameuse Vespa et de l'Ape Calessino, qui deviendra le moyen de transport de personnes préféré des indiens, avant de pouvoir prendre des taxis Fiat 1100 appelés Premier Padmini.
Une très fructueuse coopération entre les deux partenaires fera de Bajaj le premier constructeur de scooters et triporteurs en Inde. En 1971, Piaggio surprend son associé à vendre sous sa marque des modèles réalisés en copies pirates non déclarées. Piaggio traine Bajaj devant les tribunaux indiens et lui retire toutes ses licences. Bien que condamné pour plagiat et copies pirates, Bajaj continuera à fabriquer et vendre les modèles de scooters et triporteurs Piaggio copiés comme le modèle Bajaj Chetak fabriqué de 1972 à 2009 et simple copie de la Vespa 150 Sprint de 1965.
Bajaj Motorcycles Ltd trouvera de nouveaux partenaires comme les japonais Daihatsu et Kawasaki qui, victimes du même comportement, traineront le constructeur devant les tribunaux sans pour autant l'empêcher de poursuivre la fabrication des modèles copiés. Kawasaki a mis un terme définitif avec Bajaj le 1er avril 2017.
Encore en 2017, Bajaj Motorcycles Ltd maintient à son catalogue des modèles dérivés de la Vespa de Piaggio actualisés.
En 2007, Bajaj Ltd prend une forte participation (49 %) dans le capital du constructeur autrichien KTM en difficulté et obtient une licence de fabrication pour certains modèles.
En mai 2010, Bajaj Auto avait annoncé un partenariat avec le groupe Renault-Nissan afin de concurrencer le modèle Nano de Tata Motors. L'objectif était de commercialiser un véhicule low-cost pour le marché indien aux alentours de 112 000 roupies (3 000 dollars), contre 123 000 à 172 000 roupies pour la Nano. En juillet 2011, Rajiv Bajaj a annoncé que sa firme, dans l'impossibilité de trouver un accord avec le constructeur français, renonçait définitivement à ce projet.
En janvier 2011, la branche deux-roues de Bajaj Auto annonce une nouvelle forme de prêt pour financer l'achat d'une moto. Le but est de cibler les populations rurales dont la pénétration est encore particulièrement faible, et ainsi rattraper le retard face au premier vendeur du marché, Hero Honda Motors.
En septembre 2017, Triumph Motorcycles annonce son partenariat industriel avec le constructeur indien en vue de produire, dans son usine de Pune, 6 nouveaux modèles de moyennes cylindrées (200 à 750cc).

## Implantations industrielles
Bajaj Auto possède trois usines. L'usine de Waluj, dans l'État du Maharashtra, produit une partie des deux-roues et les véhicules commerciaux. Celle de Pantnagar, dans l'État d'Uttarakhand, et celle de Chakan produisent exclusivement des deux-roues.

## Gamme

### Deux-roues

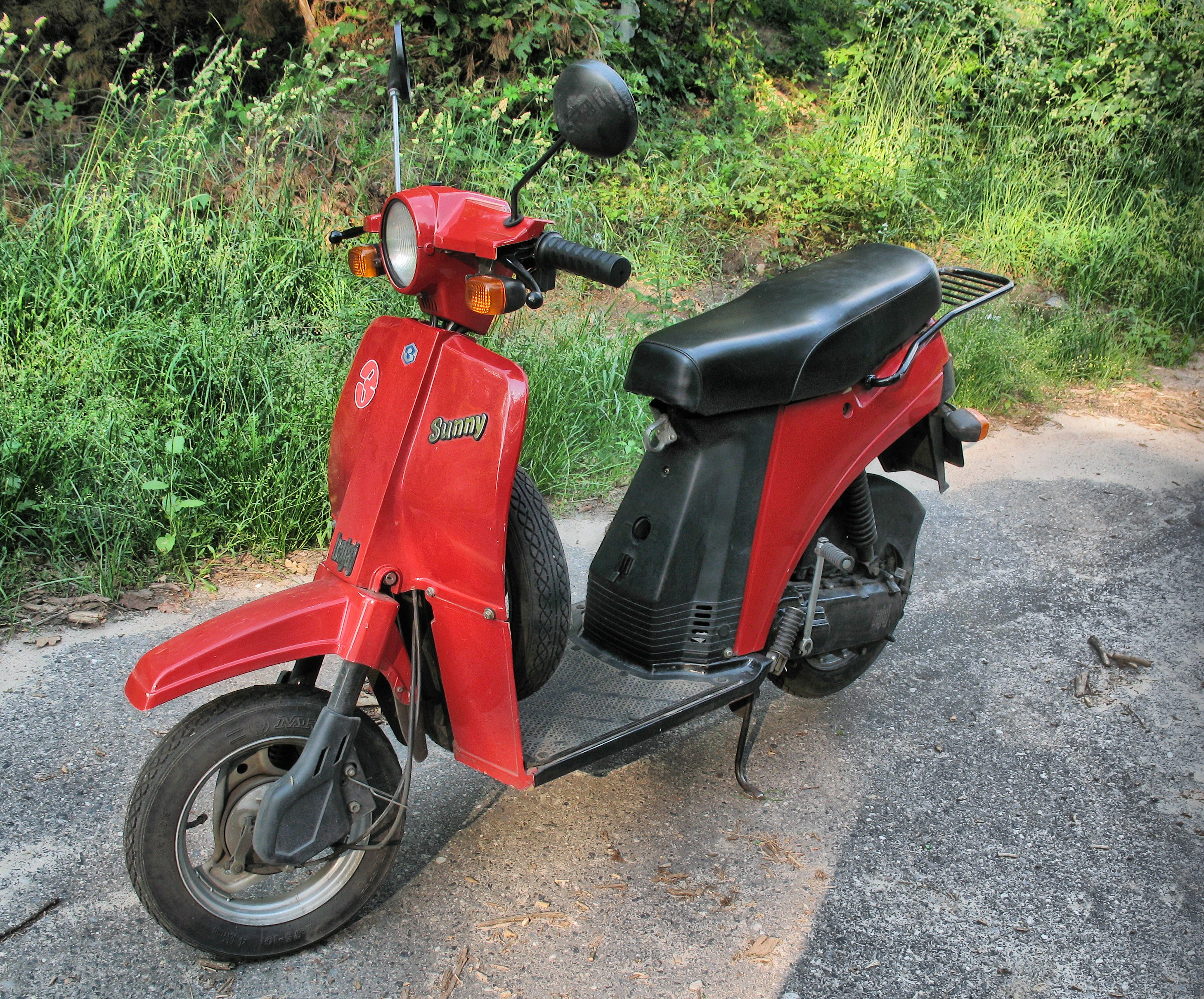
Scooter Sunny de Bajaj.

Après avoir fabriqué pendant douze ans des Vespa sous licence du constructeur italien Piaggio, Bajaj produit depuis 1972 ses propres deux-roues, mais construit également des deux-roues pour des constructeurs comme Kawasaki, KTM ou Triumph.
Classe Boxer :
• Boxer BM150
• Boxer BM125
Classe Avenger :
- Avenger 220 DTS-i

Classe Pulsar :
- Pulsar 135 LS
- Pulsar 220 DTS-i
- Pulsar 180 DTS-i
- Pulsar 150 DTS-i

Classe Discover :
- Discover 150
- Discover 100

Classe Platina :
- Platina 125
- Platina 100

Modèle Kawasaki :
- Ninja 250R

Modèles Triumph :
- Speed 400
- Scrambler 400 X

### Véhicules commerciaux

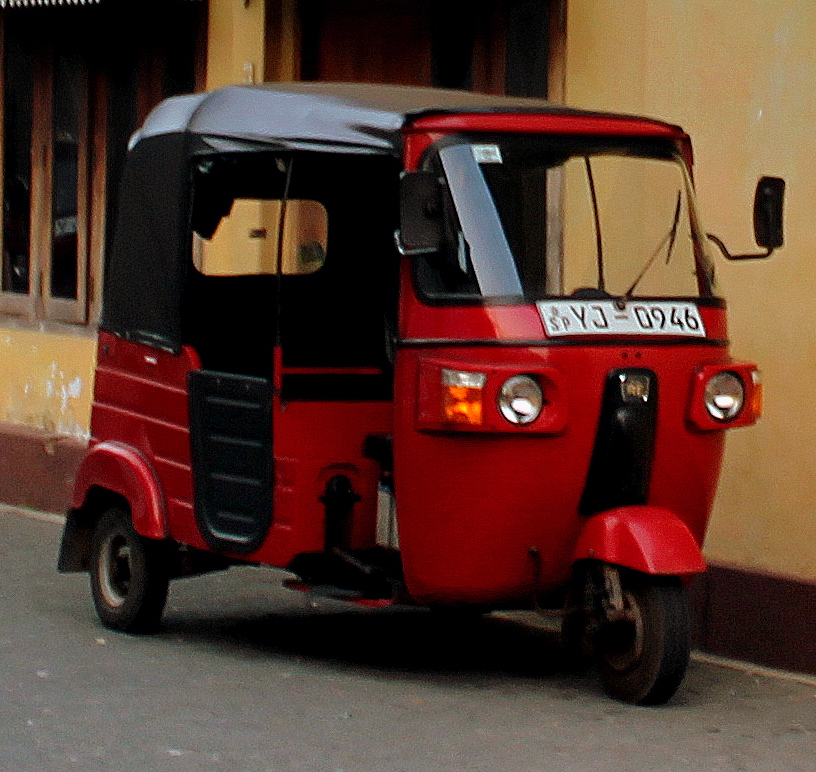
Bajaj RE actuel, copie du Piaggio Ape Calessino.

La gamme de véhicules commerciaux de Bajaj Auto se compose exclusivement de trois-roues motorisés de type autorickshaw. Bajaj a commencé à fabriquer sous licence le Piaggio Ape de 1963 à 1972.
Transports de matériel :
- GC Max Diesel
- GC Max CNG
- RE600

Transports de passagers :
- RE 2S
- RE 2S CNG
- RE 2S LPG
- RE 4S
- RE 4S CNG
- RE 4S LPG
- RE Diesel
- RE GDI
- Mega Max